# Dhimitër Mino
Dhimitër Mino (ur. 1920, zm. w lutym 1944) – albański poeta i nauczyciel.

## Życiorys
Pierwsze swoje poezje zaczął pisać już w wieku szkolnym. W trakcie studiów został internowany przez władze, gdyż Mino został przez nie uznany za zagrożenie. W 1942 roku udało mu się dokończyć naukę, następnie pracował jako nauczyciel w Korishë.
W 1943 roku wstąpił do partyzantki, zostając kwatermistrzem jednego z batalionów. Zginął w walce z Niemcami w lutym 1944 roku.

## Życie prywatne
Miał starszego brata, który pracował jako kierowca w Elbasanie.